# Robert Wolfgang Segel
Robert Wolfgang Segel (* 26. Februar 1984 in Fürth) ist ein deutscher Schriftsteller und Lehrer.

## Leben und Werk
Robert Wolfgang Segel hat Biologie, Anglistik und Germanistik sowie Theologie in Erlangen studiert. 2013 lebte er für einige Monate in London. Von 2016 bis 2024 lebte und arbeitete er in München. In dieser Zeit war er Stipendiat der bayerischen Akademie des Schreibens im Literaturhaus München. Er unterrichtet als Lehrer die Fächer Biologie, Englisch und evangelische Religion. Er lebt in Fürth.
Die Süddeutsche Zeitung lobte den Schreibstil in seinem Debütroman Ein Schaben mit den Worten: „Segel hat einen Weg gefunden, das zu erzählen, was es eigentlich nicht gibt, in dem er von den Personen erzählt, die am Rande des Strudels stehen.“
Über seinen Erzählband so lose urteilte die Süddeutsche Zeitung: „Segel hat dazu eine Sprache gefunden, die nicht rundgeschliffen wurde. Mit kleinen Störrigkeiten und Absätzen, die den Lesefluss verlangsamen und Lust auf kleine Pausen machen, in denen die Gedanken eine Runde drehen können.“

## Veröffentlichungen
- Ein Schaben. Roman. Schillo Verlag. München 2023. ISBN 978-3-944716-64-0
- so lose. Erzählungen mit analogen Fotografien von Benno Wagner. Edition Promenade. Fürth 2024. ISBN 978-3-944897-20-2

## Auszeichnungen & Stipendien
- 2024 Bayerischer Kunstförderpreis in der Sparte Literatur
- 2024 Künstlerresidenz im Goethe-Institut Thessaloniki
- 2016 Stipendiat der Bayerischen Akademie des Schreibens